# Nasser Al-Omran
Nasser Al-Omran (Riad, 13 luglio 1997) è un calciatore saudita, centrocampista dell'Abha.